# Ноћас ми треба мушко
„Ноћас ми треба мушко” је пети албум Бубе Мирановић, издат 1995. године. 

## Списак песама
1. Продали ме пријатељи 
(Б. Босиљчић - В. Петковић - З. Тимотић)
2. Ноћас ми треба мушко 
(Р. Раичевић - В. Петковић - З. Тимотић)
3. Однео си све 
(Р. Крстић - Д. Јовановић - З. Тимотић)
4. Јагње моје 
(Н. Грбић - Н. Грбић - З. Тимотић)
5. Отровна јабука 
(Б. Самарџић - Б. Самарџић - З. Тимотић)
6. Нек полуди 
(Р. Крстић - М. Цветковић - З. Тимотић)
7. Зажмури 
(Н. Грбић - Н. Грбић - З. Тимотић)
8. Жено, отвори очи 
(Б. Бекић - В. Петковић - З. Тимотић)